# 51 pr. n. št.
51 pr. n. št. je bilo leto predjulijanskega rimskega koledarja. V rimskem svetu je bilo znano kot leto sokonzulstva Marcela in Sulpicija, pa tudi kot leto 703 ab urbe condita.
Oznaka 51 pr. Kr. oz. 51 AC (Ante Christum, »pred Kristusom«), zdaj posodobljeno v 51 pr. n. št., se uporablja od srednjega veka, ko se je uveljavilo številčenje po sistemu Anno Domini.

## Dogodki
- Kleopatra VII. in njen brat Ptolemaj XIII. zavladata v Ptolemajskem kraljestvu po smrti njunega očeta Ptolemaja XII.

## Smrti
- Posidonij, grški filozof, astronom, geograf in meteorolog (* okoli 135 pr. n. št.)
- [[Ptolemaj XII. Aulet, kralj (faraon) Ptolemajskega kraljestva (* okoli 117 pr. n. št.)